# حبيبة سادو
حبيبة سادو (مواليد 1 نوفمبر 1986) هي لاعبة كرة قدم دولية جزائرية؛ تلعب في مركز المدافع في المنتخب النسوي الجزائري لكرة القدم . مثلت الجزائر في كأس الأمم الأفريقية للسيدات 2018 .